# Chenopodium litwinowii
Chenopodium litwinowii là loài thực vật có hoa thuộc họ Dền. Loài này được (Paulsen) Uotila mô tả khoa học đầu tiên năm 1993.